# ГЕС Волф-Крік
ГЕС Волф-Крік (англ. Wolf Creek Dam) – гідроелектростанція у штаті Кентуккі (Сполучені Штати Америки). Знаходячись перед ГЕС Cordell Hull, становить верхній ступінь каскаду на річці Камберленд, лівій притоці Огайо, котра в свою чергу є лівою притокою Міссісіпі (басейн Мексиканської затоки).
Спорудження греблі Волф-Крік почалось у 1941 році, проте було зупинене на три роки внаслідок Другої Світової війни. Завершена у 1951 році комбінована споруда висотою від підошви фундаменту 79 метрів (висота від тальвегу 71 метр) складається з двох ділянок – бетонної гравітаційної та земляної довжиною 547 та 1201 метр відповідно. Гребля потребувала 1055 тис м3 бетону та 7,65 млн м3 породи і утримує витягнуте по долині річки на 163 км водосховище Камберленд-Лейк. Цей резервуар має площу поверхні 265 км2 (за іншими даними – 203 км2) та об’єм 7,5 млрд м3, з якого 2,6 млрд м3 зарезервовано на випадок повені. В операційному режимі рівень поверхні сховища коливається між позначками 205 та 220 метрів НРМ, а під час повені – зростає до 232 метрів НРМ.
Через водоводи діаметром по 6 метрів ресурс зі сховища надходить у пригреблевий машинний зал, обладнаний шістьома турбінами типу Френсіс. При середньому напорі у 52 метри це обладнання здатне забезпечувати виробництво 0,8 млрд кВт-год електроенергії на рік.